# Quiero TV
Quiero TV va ser la primera plataforma de Televisió Digital Terrestre a Espanya.

## Orígens
El juny de 1999 l'Estat Espanyol concedeix la llicència de plataforma digital terrestre a Quiero TV durant un període de 10 anys que, un cop complerts, es podrien renovar. El 15 de novembre de 1999 comença a funcionar Onda Digital. El 5 de maig de 2000 canvia el nom a Quiero TV i és quan comença realment a funcionar la plataforma digital terrestre.
Va arribar a tenir més de 210.000 abonats. Una xifra molt reduïda si es comparava amb les plataformes per satèl·lit.
La plataforma emergeix en un mercat de les telecomunicacions en plena guerra de les plataformes digitals. Aquesta guerra enfrontava al Govern Espanyol amb el "Grupo Prisa". Així doncs, Quiero TV es va quedar relegat a un tercer pla on es va quedar durant tota la seva vida.

## Tècnica
Quiero TV engloba una oferta de televisió en qualitat digital i Internet (amb possibilitat de correu electrònic). La connexió a Internet a través de la companyia EresMas i un mòdem de 56 kbps inclòs dins del descodificador de televisió feien possible aquest servei. Per navegar per Internet s'usava un comandament a distància i l'ajuda del teclat.
El Set Top Box (STB) consisteix en un terminal digital amb l'última tecnologia disponible en aquell moment. Poder realitzar, simultàniament, tres funcions:
- Captació del senyal digital
- Desxifrar el senyal digital
- Navegació per Internet

Tot això era possible gràcies a un microprocessador del tipus PowerPC (joc d'instruccions RISC).
A més a més, disposa d'una connexió per port sèrie amb l'ordinador amb el protocol RS232 i una ranura per inserir la targeta bancària per comprar per Internet o PPV.
Tècnicament, disposava de llicència per emetre a través de 4 múltiplexs i 20 canals de televisió. De forma simultània, però, només podia emetre 14 canals. D'aquesta forma, limitant el nombre de canals, es feia impossible fer cabre més canals (amb menor bitrate) en el mateix amplada de banda assignat.
Concretament, la plataforma disposava dels canals UHF 66, 67, 68 i 69. Al canal 66 hi havia 4 canals i la guia de Quiero Club. A la resta de canals hi havia 5 canals per canal UHF. Això feia un total de 19 canals en total simultanis.
La repartició dels canals de televisió era la següent: 14 canals propis de la plataforma, Net i Veo TV, 3 canals de PPV sempre actius i simultanis.
A més a més, tenia l'obligació d'emetre 32h en obert cada programa, concretament de 3:00h a 7:00h de la matinada tots els dies.
Per protegir les seves emissions, usava un sistema d'accés condicional. L'accés condicional anava a càrrec de l'empresa suïssa Kudelski Group i s'escollí el sistema Nagravisión Digital. Aquesta és la versió digital del sistema d'accés condicional que utilitzava el Canal + analògic. Durant l'existència de la plataforma, el sistema d'accés condicional Nagra era dels més segurs i no va ser vulnerat. Avui en dia, el sistema està completament vulnerat.
Respectant la llei, mitjançant el CI (Cammon Interface) es podria, en un futur, amb el mateix Set Top Box rebre emissions d'altres operadors encriptades amb un altre sistema.
Gràcies a l'accionista majoritari Retevisión, es van poder adaptar a la TDT molts repetidors arreu del territori nacional. Quan les emissions de Quiero TV van acabar, molts repetidors van deixar d'estar adaptats.
La idea dels responsables de Quiero TV era inspirada en la plataforma nord-americana TIVO. Per aquest motiu van intentar incorporar descodificadors MHP (Multimedia Home Platform) amb disc dur i capacitat d'enregistrament de més de 20 hores.
A causa de la seva vida tan curta, no va ser possible implantar ni un sol descodificador amb l'API (Application Programming Interface) MHP (sistema adoptat per DVB a nivell europeu).
Tots els descodificadors de Quiero TV usaven l'API Open TV (el mateix sistema que Vía Digital). Això és degut a l'acord entre la plataforma i Thompson.

## Accionistes

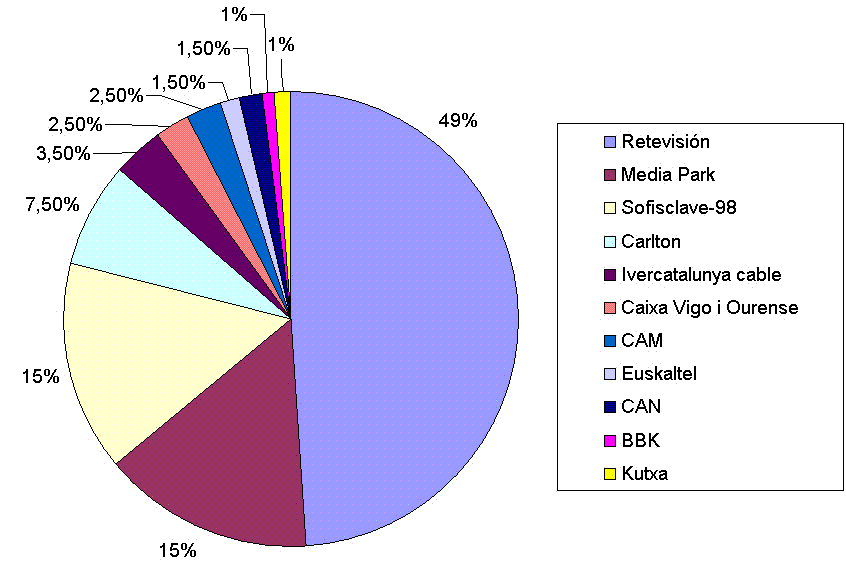
Accionariat de Quiero TV

Darrere de Quiero TV, es trobaven tot un seguir d'inversors:
- Retevisión: domini i coneixement de les xarxes de difusió i transmissió del senyal audiovisual.
- Media Park: un dels principals productors de continguts a nivell nacional. Actualment TEUVE.
- Sofisclave 98, Invercatalunya Cable i Euskaltel: coneixement de les telecomunicacions.
- Carlton Television: companyia impulsora de la primera plataforma de televisió digital terrestre al Regne Unit.
- Caixa Vigo i Ourense (avui Caixa Nova), BBK, Caja de Ahorros de Navarra (CAN), Kutxa i Caja de
- Ahorros del Mediterráneo (CAM): base financera.
- En aquest gràfic podem apreciar el pes de cada accionista dins la plataforma Quiero TV.

## Continguts
L'oferta de canals era bastant variada. Tenia uns quants canals de televisió de cada temàtica. Cal remarcar que alguns canals van tenir una curta durada dins la plataforma. Cinema: Showtime, Palomitas (posteriorment CanalStar), Cinematk, TCM i Studio Universal.
- Entreteniment: Universo GH, AXN, Paramount Comedy, Calle 13 i FDF.
- Musicals: E-music.
- Esportius: Eurosport, Eurosport News i Teledeporte.
- Documentals: Beca i GeoPlaneta.
- Infantils i juvenils: Club Super 3, Cartoon Network, Planet Junior i Buzz.
- Informatius: Euronews.
- Premium: Gran Vía 1 i 2.
- PPV: comprar partits de futbol i pel·lícules. Hi havia un espai reservat per 3 canals simultanis.
- Generalistes: Net TV i Veo.

De tots aquests canals, només tenia en exclusiva ‘Studio Universal', ja que els altres es podien rebre mitjançant altres operadors de continguts.
Durant l'emissió del programa de telerealitat "El Bus", també es va dedicar un canal en exclusiva les 24h del dia.
Cal esmentar que tots aquests canals mai emetien simultàniament, sinó que la majoria eren compartits amb un altre. Per exemple, el canal Club Super 3 a les 7 del vespre passava a ser Paramount Comedy. També era compartit el canal de Buzz i Showtime. Aquesta pràctica era molt quotidiana a la plataforma.
Els caps de setmana, a conseqüència de la lliga professional de futbol espanyola (LFP), se suprimien canals i en el seu lloc es reservava el lloc per un partit de futbol. Això feia que l'oferta per la gent que no li agradés el futbol durant les dues hores que dura un partit no fos gaire variada.
Com a complement i seguint la tendència de l'època, existia el canal ‘Quiero Ver'. Aquest canal consistia en una multipantalla on es podia veure a temps real tota la programació de la plataforma.
Pel que a fa a l'oferta musical de ràdio:
- Quiero Clásica
- Quiero Latino
- Quiero Pop Rock
- Quiero Hits (èxits pop a nivell nacional i internacional)
- Quiero algo más (música electrònica i alternativa). Aquest va ser substituït per les emissores "Radio España" i "Top Radio".

## Serveis interactius
Durant la seva existència, va ser l'única plataforma que oferia serveis de televisió realment interactiva, permetent als propis telespectadors que poguessin participar activament a la programació enviant missatges a través del teclat per infrarojos que la plataforma subministrava. Això era molt visible al canal musical de videoclips ‘E-music' on es podien demanar vídeos i enviar missatges que sortien a la part inferior de la pantalla; d'un mode similar al que es fa actualment amb missatges SMS.
Existien altres programes interactius. Un de molt famós era el concurs de televisió ‘¿Quieres ser millonario? 50x15' on es podia participar des del sofà de casa.
Altres canals que oferien interactivitat eren els dedicats al programa de telerealitat on es podia xatejar amb altres espectadors.
També es va posar en funcionament la interactivitat en esdeveniments esportius on es podien enviar missatges a través del teclat.

## Publicitat
La plataforma, des del primer dia, va disposar de publicitat en els diferents mitjans de comunicació.
S'oferia un sistema de televisió de pagament que no calia instal·lar una nova antena de televisió (a diferència de les plataformes per satèl·lit Vía Digital i Canal Satélite Digital). Aquest fet feia que molta gent es veiés atreta per la seva oferta.
També jugaven amb el canal de televisió de `Gran Hermano 24h'. Aquest canal va fer que hi hagués moltes peticions d'altes, més de 1000 al dia. L'any 1999 la RFEF va vendre a l'empresa Media Park (accionista de Quiero TV) la gestió dels drets d'imatge dels àrbitres per una quantitat de 1500 milions de pessetes. Media Park firma un acord amb Quiero TV per publicitat a les camisetes dels àrbitres. Així es dona el cas que els col·legiats espanyols serien els primers a tenir publicitat a les camisetes. Aquest acords es va signar fins a la temporada 2004/2005.
Una de les campanyes de publicitat més fortes de Quiero TV va ser la creació de la mascota ‘Mr. Wop'. Gràcies a aquesta mascota, la imatge de la companyia va ser de les 8 més conegudes d'arreu d'Espanya.

## Preus
Els 14 canals de televisió, els 5 de ràdio i l'accés a Internet a través de la televisió, costen al mes 4.750 pessetes. A aquest preu ja s'incloïa l'IVA i el lloguer del descodificador (1.000 pessetes/mes).
Per abonar-s'hi s'havia de pagar una quota d'alta de 9.950 pessetes. Existia una oferta de llançament que permetia pagar una quota i l'abonat rebia les emissions durant mig any i el teclat sense fils.

## Final
El final de Quiero TV va arribar el Dissabte 29 de juny de 2002. Aquest va ser l'últim dia de la plataforma. Aquesta va fer saber de la seva desaparició als abonats mitjançant un anunci de televisió a tots els canals de la plataforma on es feia saber que desapareixia la plataforma a causa de problemes econòmics. Es convidava, a qui volgués, a seguir veient la TDT, podent visionar una plataforma de mínims que no tindria cap cost per als abonats i l'oferta de canals analògics nacionals: TVE1, TVE2, Canal+ (només emissions en obert), Antena 3 i Tele5.